# Estatut d'Autonomia de Catalunya de 2006

L'Estatut d'Autonomia de Catalunya és la norma institucional bàsica de Catalunya.

L'Estatut d'Autonomia de Catalunya és la norma institucional bàsica de Catalunya desenvolupada d'acord amb el que s'estableix al títol vuitè de la Constitució espanyola de 1978. Té, doncs, caràcter i rang de llei orgànica. A l'Estatut reformat de 2006 se l'anomena també informalment Estatut de Miravet perquè va ser a Miravet, a la Ribera d'Ebre on es van reunir parlamentaris catalans de tots els partits per tal de fer progressar una iniciativa de Pasqual Maragall. En canvi, alguns dels seus detractors l'anomenen Estatut de la Moncloa, ja que va ser allà on es va pactar el redactat final del text que modificava substancialment el text aprovat al Parlament de Catalunya. També alguns varen anomenar a l'Estatut d'Autonomia de Catalunya el pacte Mas-Zapatero per ser ells dos els principals polítics que donaven suport al projecte. El Parlament de Catalunya aprovà el 30 de setembre de 2005 la Proposta de Nou Estatut d'Autonomia de Catalunya, que fou acceptada a tràmit pel Congrés dels Diputats el 2 de novembre de 2005.
Fou aprovat pel Congrés dels Diputats el 30 de març 2006 i pel Senat d'Espanya el 10 de maig de 2006 després d'una substancial modificació que intentava harmonitzar-lo amb la constitució de l'estat, i fou aprovat en referèndum pels ciutadans de Catalunya el 18 de juny de 2006. L'abstenció en el referèndum va ser de més del 50%, de manera que només el 36% dels catalans amb dret a vot va donar el seu vistiplau. Hi havia un cert desinterès popular en la iniciativa, però gairebé tota la classe política se'n mostrava partidària. Promulgat i publicat oficialment, per l'aprovació de la Llei Orgànica 6/2006 de 19 de juliol. És vigent des del 9 d'agost de 2006. Però va ser modificat per la sentència de 28 de juny de 2010, del Tribunal Constitucional.

## Estructura
- Preàmbul
- Títol preliminar (art. 1 - 14)
- Títol I: Drets, deures i principis rectors (5 capítols / art. 15 - 54)
- Títol II: De les Institucions (7 capítols / art. 55 - 94)
- Títol III: Del poder judicial a Catalunya (3 capítols / art. 95 - 109)
- Títol IV: De les competències (2 capítols / art. 110 - 173)
- Títol V: De les relacions institucionals de la Generalitat (3 capítols / art. 174 - 200)
- Títol VI:Del finançament de la Generalitat (3 capítols / art. 201 - 221)
- Títol VII: De la reforma de l'Estatut (art. 222 - 223)
- Disposicions addicionals (15 preceptes)
- Disposicions transitòries (2 preceptes)
- Disposició derogatòria (1 precepte)
- Disposicions finals (4 preceptes)

## Contingut anterior a la sentència del TC

### Símbols i aspectes representatius
Les novetats respecte a l'estatut d'autonomia anterior, en el capítol de simbologia i trets representatius del poble català, versen sobre tres temes: el caràcter nacional, la llengua i els drets històrics.
Sobre el caràcter nacional de Catalunya, s'ha introduït una referència en el preàmbul, on es determina indirectament la seva existència, tot constatant que el Parlament de Catalunya ha definit Catalunya com a nació de manera àmpliament majoritària. A més a més, la declaració queda complementada amb l'afirmació que respon al sentiment i a la voluntat dels catalans. Per tant, s'hi reconeix expressament el caràcter de «realitat nacional», malgrat que a la Constitució espanyola sigui qualificada de «nacionalitat». Aquest precepte fou una de les reformes dutes a terme per les Corts Generals espanyoles, car que el projecte aprovat el 30 de setembre de 2005 pel Parlament català preveia la proclamació de nació en l'article 8.
| « | Fragment del Preàmbul El Parlament de Catalunya, recollint el sentiment i la voluntat de la ciutadania de Catalunya, ha definit Catalunya com a nació d'una manera àmpliament majoritària. La Constitució espanyola, en l'article segon, reconeix la realitat nacional de Catalunya com a nacionalitat. | » |

Així doncs, arran d'aquesta disposició, se suscità la polèmica entre alguns sectors espanyols davant la possible inconstitucionalitat del preàmbul per contravenir l'article 2 de la Constitució espanyola, en el s'exposa "la indissoluble unitat de la Nació espanyola, pàtria comuna i indivisible de tots els espanyols", tot augurant una declaració d'intencions secessionista en el nou text estatutari. Aquesta qüestió, entre d'altres, va arribar a instàncies del Tribunal Constitucional d'Espanya (TC) un cop aprovat per les Corts Generals, ratificat en referèndum pel poble català, i promulgat i sancionat pel rei Joan Carles I, en resum, un cop ja havia entrat en vigor.
Nombrosos juristes defensen la teoria de la plena constitucionalitat del text, en tant que, per definició, un preàmbul no té transcendència jurídica sent aquest una exposició de motius o consideracions. D'altres, van més enllà i asseguren que igualment no sorgirien conseqüències jurídiques concretes si la disposició estigués redactada en l'articulat, ja que seguiria tenint un valor interpretatiu o hermenèutic, com és el cas de Carles Viver i Pi-Sunyer, ex-magistrat del TC i catedràtic de Dret Constitucional. En ambdós casos es coincideix a dir que el problema és de naturalesa política i no jurídica. Malgrat tot, sigui dit de passada, l'actual regulació en aquesta matèria és la més explícita de tots els textos constitucionals i estatutaris que han tingut vigència a Catalunya en els darrers segles.
En matèria lingüística cal destacar un reforçament clar de l'estatus del català com a llengua pròpia de Catalunya. L'exponent màxim d'aquesta equiparació la trobem en l'anivellament amb el castellà que suposa, a nivell jurídic, proclamar el deure de coneixement del català. A partir d'aquesta pressa d'objectius, se'n destrien d'altres de similars com ara la proclamació de nous drets lingüístics materialitzats en el poder ser atès en català als òrgans constitucionals de l'Estat, com per exemple el Tribunal Constitucional, el Tribunal Suprem o les Corts Generals. Un altre aspecte important a subratllar és la designació del català com a llengua oficial de Catalunya. Així doncs, una categoria que fins ara era patrimoni exclusiu del castellà, passa a ser compartida amb el català, llengua que fins al moment només podia gaudir del rang de cooficialitat. També és interessant remarcar la garantia que suposa l'elevació de certs drets lingüístics al rang estatutari, ja que fins al moment eren tractats simplement com a normes amb rang de llei.
El capítol de drets històrics prengué una rellevància important en el nou text estatutari car que era la primera vegada que es recollien tals preceptes en l'ordenament català. Concretament, l'article 5, a l'empara de l'article 2 de l'Estatut d'Autonomia de 1979 i la disposició transitòria segona de la Constitució Espanyola, dota a la Generalitat de Catalunya d'una posició singular en matèries de dret civil, llengua, cultura, educació i sistema institucional. Aquests drets, malgrat no estar relacionats amb la disposició addicional primera de la Constitució Espanyola, que sembla que es vulguin reservar exclusivament a Euskadi i Navarra, són configurats com un dels fonaments de l'autogovern català. A la pràctica, resta pendent comprovar si aquesta clàusula tindrà transcendència en l'ordenament jurídic, ja que es pot interpretar en clau prescriptiva en l'abast de les competències autonòmiques, o simplement descriu una situació òbvia on Catalunya disposa de dret civil, llengua i cultura pròpia.

### El poder judicial
En matèria judicial, el nou Estatut aprofundia en les competències de la Generalitat, més enllà dels sis articles dedicats al text estatutari de 1979. La finalitat principal de l'ampliació de funcions versava en la democratització i acostament a la ciutadania del funcionament i gestió del servei públic de justícia.
- Equiparació del Tribunal Superior de Justícia de Catalunya (TSJC) com a òrgan suprem de la piràmide judicial, esdevenint així la darrera instància de tota causa iniciada a Catalunya.

- Creació d'un òrgan de govern del poder judicial a Catalunya, desconcentrat del Consell General del Poder Judicial (CGPJ).

- Ampliació de competències relacionades amb els mitjans personals i materials al servei de l'administració de justícia.

El catàleg competencial queda igualment reforçat en aspectes com ara l'oficina judicial, els instituts forense i de toxicologia, la demarcació i planta judicial o la justícia de pau. Tota innovació del text jurídic restarà sotmesa a la nova Llei Orgànica del Poder Judicial, ja que condicionarà en gran manera la posada en pràctica d'aquests preceptes, fet que ha comportat la introducció de reiterades remissions.

### El sistema de finançament
En el text estatutari s'introduïren algunes reformes que milloraven el poder retributiu de la Generalitat.
- Es garantí que la totalitat dels impostos de la Generalitat provinguessin del rendiment dels impostos pagats pels ciutadans de Catalunya. Com a conseqüència, augmentaren els percentatges sobre els impostos que correspondrien a la Generalitat: 50% de l'IRPF i de l'IVA, el 58% dels impostos especials i el 100% de la resta.

- Dotació de poder normatiu a la Generalitat sobre tots els impostos. Anteriorment únicament disposava sobre l'IRPF i parcialment de la fase minorista de l'IVA i dels impostos especials.

- Creació de l'Agència Tributària de Catalunya com a òrgan de gestió, recaptació, liquidació i inspecció de tots els impostos propis de la Generalitat i els impostos cedits totalment per l'Estat.

- Creació d'un consorci paritari entre l'agència estatal i la catalana per a la gestió d'altres impostos estatals recaptats a Catalunya. La creació d'aquest organisme estava previst en un màxim de dos anys d'ençà l'entrada en vigor del text, i podria esdevenir en el futur l'Administració Tributària de Catalunya.

- Establiment de nous criteris d'anivellació de les rendes autonòmiques (més conegut com "la solidaritat entre territoris"). Entre ells destaca el que determina que la seva finalitat és la de garantir un nivell similar en l'educació, la sanitat i altres serveis socials essencials de l'Estat del benestar, sempre que realitzin un esforç fiscal similar. També hi figura el principi d'ordinalitat, en el que es determina que, després d'aplicar les mesures d'anivellament, Catalunya no pot ocupar a la taula de rendes per càpita de les comunitats autònomes, un lloc inferior al d'abans de realitzar la redistribució de recursos.

- Fixació de les inversions estatals a Catalunya iguals o superiors al pes relatiu del PIB català en relació amb l'espanyol durant set anys. En el període 1991-2005, la inversió estatal a Catalunya va suposar el 12% del total, mentre que la població representa el 16,5% i el PIB el 18,8%.

## Procés d'aprovació

### Proposta de reforma al Parlament de Catalunya
El 30 de setembre del 2005, després d'uns últims dos dies d'intenses negociacions, es va sotmetre a votació al Ple del Parlament de Catalunya un text de proposta de reforma de l'Estatut d'Autonomia.
En compliment de l'Estatut del 1979, la proposta requeria una majoria qualificada, de dues terceres parts del Parlament, per tal de prosperar. El text va recollir finalment 120 vots favorables, corresponents als parlamentaris dels grups que l'havien acordat: CiU, PSC, ERC i ICV; i 15 vots en contra, els del grup parlamentari del PPC.
El govern tripartit i CiU van arribar a l'acord sobre el nou estatut el 29 de setembre al vespre, quan van superar les discrepàncies sobre el sistema de finançament, punt capital del nou estatut, i sobre el caràcter laic de l'escola pública.

### Aprovació del text final a les Corts Generals d'Espanya
La proposta de reforma de l'Estatut aprovada al Parlament va ser presentada al Congrés dels Diputats el 2 de novembre de 2005, per tres ponents del Parlament de Catalunya. Els ponents, Artur Mas (CiU), Manuela de Madre (PSC) i Josep-Lluís Carod-Rovira (ERC), van explicar per què consideraven necessària la reforma del vigent Estatut d'Autonomia de Catalunya (que havia estat redactat a Sau i aprovat l'any 1979, en un Congrés dels Diputats Espanyol integrat per molts polítics de l'antic règim franquista i dins del context de la transició democràtica espanyola). També van explicar per què Catalunya és una nació, i els canvis que ha sofert la societat en aquest 26 anys, des de l'entrada d'Espanya a la Comunitat Europea, l'assistència sanitària per tothom, o els matrimonis entre persones del mateix sexe.
El mateix dia de la seva acceptació a tràmit, el 2 de novembre de 2005, el Partit Popular, va presentar un recurs d'inconstitucionalitat davant el Tribunal Constitucional d'Espanya. Més tard es rebutjà, ja que el tribunal considerà que no es pot presentar un recurs d'inconstitucionalitat per una llei no aprovada. Un dia abans, el Partit Popular havia engegat una campanya publicitària en contra de l'Estatut, en què el presentava com una reforma encoberta de la Constitució Espanyola de 1978 i pretenia sotmetre'l a referèndum a tot l'Estat; una possibilitat, de fet, no prevista a la Constitució ni a l'Estatut vigent.
Fet aquest pas, es constituí una Comissió Mixta Estat-Generalitat per negociar el contingut del nou Estatut. En el marc d'aquesta comissió, el Govern d'Espanya, integrat pel PSOE, presentà una proposta de redactat alternatiu de la llei, que en modificava la majoria d'articles. Les principals argumentacions del govern espanyol van ser en la línia de garantir la constitucionalitat de l'Estatut. Alguns exemples de punts que el govern espanyol considerà que havia de modificar en aquest sentit van ser la definició de Catalunya com a "nació" dins l'articulat del text, i els articles referents al finançament.
Els partits catalans van rebre amb fredor o rebuig aquesta proposta i en van constatar la gran distància que, al seu parer, la separava de la proposta original. Les setmanes van anar succeint-se amb noves negociacions, multilaterals i de partit a partit, en què es van llimar algunes diferències, però l'acord, tot i així, semblava difícil. (L'aprovació a les Corts generals, lògicament, no es podia produir només amb els vots dels diputats catalans, demogràficament minoritaris; calia l'acord i el suport d'una majoria a Espanya, i davant el rebuig frontal del PP aquesta majoria només podia venir donada pels diputats del partit al govern, el PSOE).
El 21 de gener de 2006 es produí una reunió a la Moncloa entre el líder de CiU Artur Mas i el president del govern espanyol José Luis Rodríguez Zapatero, arribant a un acord, conegut com a Pacte de la Moncloa (o també com a Pacte Mas-Zapatero), sobre el redactat final de l'estatut que modificava notablement l'aprovat al Parlament de Catalunya, deixant un nou redactat de l'estatut que el feia bastant més semblant al del 1979 que el que fou aprovat al parlament.
Després d'una llarga i complexa negociació d'esmenes entre els partits amb representació al Congrés dels Diputats, es van retocar més del 50% dels articles.
El març de 2006, la proposta d'Estatut va ser aprovada a les Corts Generals: 
- Vot favorable: Grup parlamentari socialista (PSOE), CiU, Partit Nacionalista Basc, Grup parlamentari d'IU-ICV, BNG i Coalició Canària.
- Vot en contra: PP, ERC i dins del grup mixt, Eusko Alkartasuna.
- S'abstenen: Chunta Aragonesista i Nafarroa Bai (del grup mixt).

Al maig de 2006, la proposta d'Estatut va ser aprovada al Senat:
- Vot favorable: PSOE, CiU i IU.
- Vot en contra: PP.
- S'abstenen: ERC, EA i el PAR.

### Ratificació final en referèndum
L'Estatut del 1979 establia, finalment, la necessitat que la seva reforma fos ratificada en referèndum pels ciutadans de Catalunya. El President de la Generalitat de Catalunya, Pasqual Maragall, convocà aquest referèndum un cop aprovat el text a les Corts, l'Estat hi donà el seu vistiplau, i la consulta se celebrà finalment el 18 de juny del 2006.
En aquest referèndum, CiU, PSC i ICV varen demanar el Sí a la nova llei, mentre que ERC i PP varen demanar el No, per raons diferents: el PP, mantenint el seu rebuig a la proposta original per considerar-la inconstitucional; i ERC, en entendre que les modificacions al text introduïdes en el seu pas per les Corts espanyoles n'havien afectat aspectes fonamentals i, per tant, l'havien desvirtuat.
El resultat del referèndum va ser d'un 73,9% de vots a favor, un 20,76% de vots en contra, i un 5,34% de vots en blanc. Els vots nuls van ser menys d'un 1%. La participació va ser de poc més del 49% del cens electoral de Catalunya, una xifra considerada excessivament baixa per tots els partits (tot i així, l'Estatut del 1979 no establia cap percentatge mínim de participació per donar validesa a la consulta).
Així doncs, un cop aprovat en referèndum, el Rei sancionà la llei i aquesta fou publicada al BOE, com a Llei Orgànica 6/2006 del 19 de juliol de Reforma de l'Estatut d'Autonomia de Catalunya. Entrà en vigor el 9 d'agost de 2006. Però va ser modificat pel Tribunal Constitucional, que va dictar sentència el 28 de juny de 2010.

## Recursos al Tribunal Constitucional

### Antecedents
Després d'entrar en vigor el 9 d'agost del 2006, l'Estatut va rebre set recursos d'inconstitucionalitat: 
- El Partit Popular, representat per 99 dels seus diputats i senadors, contra 187 articles i disposicions Text del recurs[Enllaç no actiu]. Aquest recurs fou presentat el 31 de juliol, i admès a tràmit el 28 de setembre del mateix any.[5]
- El Defensor del Poble, Enrique Múgica (militant del PSOE), contra 112 articles i quatre disposicions addicionals.
- Els governs de les Comunitats Autònomes de Múrcia (contra l'article 117), la Rioja (contra 12 articles i 7 disposicions addicionals), Aragó (contra una disposició addicional), la Comunitat Valenciana (contra vuit articles i quatre disposicions transitòries) i les Illes Balears (contra el que estableix l'estatut sobre l'Arxiu de la Corona d'Aragó).[6]

El bloqueig de la renovació del TC per part del PSOE, que rebutjava els candidats proposats pel PP, va impedir la renovació de quatre magistrats, inclosa la presidenta Casas, que havien estat elegits el 1998 per un mandat de nou anys i que duien, doncs, tres anys més del compte en el càrrec.
Durant l'espera per la sentència i les prediccions clares que seria negativa, una dotzena de diaris catalans van publicar el 26 de novembre de 2009 un editorial conjunt titulat La dignitat de Catalunya per denunciar que un tribunal amb diversos membres morts o amb el mandat exhaurit no hauria de dictar sentència sobre una llei referendada pel poble de Catalunya, així com el fet que s'estigués tres anys sense dictar cap resolució.
Pel que fa al recurs del PP, el Tribunal Constitucional va dictar sentència el 28 de juny de 2010, després de tres anys de deliberacions i, sobretot, d'aturada per la paràlisi en què es trobava el tribunal, i després de quatre anys de vigència i de desenvolupament legislatiu de l'Estatut.
El 9 de setembre de 2010, el tribunal rebutjà els recursos presentats pels governs valencià, balear i aragonès. En el cas d'Aragó i Balears, la decisió es va adoptar amb el vot particular del magistrat Jorge Rodríguez-Zapata, mentre que en el de la Comunitat Valenciana manifestaren la seva discrepància Vicente Conde, Javier Delgado, Jorge Rodríguez-Zapata i Ramón Rodríguez Arribas, és a dir, el bloc conservador. Els recursos de l'Aragó i Balears rebutjaven que els fons catalans de l'Arxiu de la Corona d'Aragó s'integressin al sistema d'arxius de Catalunya, mentre que el de la Comunitat Valenciana se centrava en el finançament i en el fet que la Generalitat ha d'emetre informe preceptiu en cas de qualsevol proposta de transvasament de les aigües del riu Ebre.
El recurs de Múrcia va quedar desestimat l'octubre de 2010 i, finalment, el desembre de 2010 el Tribunal desestimà els últims recursos pendents, del Defensor del Poble i de la Rioja, en considerar que la majoria de les impugnacions ja havien quedat resoltes en la sentència del juny.

### Resolució del recurs del PP
El 28 de juny de 2010, el Tribunal Constitucional, davant el recurs d'inconstitucionalitat presentat per diputats del Partit Popular, dictà sentència per majories variables. Publicà el veredicte aquell mateix dia, i la sentència completa el 9 de juliol. Va deixar clara la "ineficàcia jurídica" del Preàmbul (en referència al terme nació per referir-se a Catalunya) tot i que el veredicte manté la definició de Catalunya com a nació, va declarar 14 articles inconstitucionals (1 totalment i 13 parcialment), i en va reinterpretar 27 més.
La ponència fou redactada finalment per la Presidenta del TC, María Emilia Casas, i la votació es va realitzar per blocs: el primer, respecte al Preàmbul, es va resoldre per 6 vots a favor i 4 en contra, resultant en el manteniment del terme "nació", però s'advertia de la seva falta d'eficàcia jurídica interpretativa, ja que no forma part del text normatiu; el segon bloc feia referència als 14 articles declarats inconstitucionals, i es va resoldre per una majoria de 8 a 2; el tercer bloc, que establia els preceptes estatutaris declarats constitucionals sempre que s'interpretessin d'acord amb els fonaments jurídics establerts a la sentència, va ser avalat per 6 vots a 4; i, finalment, el quart bloc, que declara la plena constitucionalitat de tota la resta de preceptes impugnats per aquest recurs, també va obtenir una majoria de 6 a 4. Quatre magistrats, pertanyents al denominat "sector conservador", van presentar un vot particular en contra de la sentència, i l'únic magistrat català, Eugeni Gay Montalbo, va presentar també un vot particular on, tot i declarar-se d'acord amb la sentència, criticava per innecessària tota la part referent al preàmbul, ja que els preàmbuls de les lleis no han tingut mai "eficàcia jurídica"; aquest magistrat també assenyalava la incongruència de declarar inconstitucionals diversos articles de l'Estatut que es troben amb una redacció idèntica en altres estatuts d'autonomia aprovats durant la "VIII legislatura" espanyola (2004-2008), especialment en el d'Andalusia, havent estat votats a favor pels mateixos diputats del PP que van presentar el recurs.

#### Articles considerats inconstitucionals
La sentència va considerar inconstitucionals i, per tant, nuls, la totalitat d'un article i 13 més parcialment: 
- l'expressió “i preferent” de l'apartat 1 de l'art. 6 (es nega al català la condició de llengua preferent a l'administració i als mitjans de comunicació públics)
- l'apartat 4 de l'art. 76 (es nega el caràcter vinculant dels dictàmens del Consell de Garanties Estatutàries)
- l'incís “amb caràcter exclusiu” de l'apartat 1 de l'art. 78 (es nega al Síndic de Greuges la potestat de supervisar amb caràcter exclusiu les administracions catalanes)
- l'art. 97 (es nega al Consell de Justícia de Catalunya [CJC] la facultat de governar la justícia a Catalunya)
- els apartats 2, lletres a), b), c), d) i e), i 3 de l'art. 98 (es retallen les funcions del CJC, d'acord amb el punt anterior)
- els incisos “i amb la participació del Consell de Justícia de Catalunya” dels apartats 5 i 6 de l'art. 95 (es nega la participació del CJC en els nomenaments de personal que corresponen al CGPJ central)
- l'incís “pel President o Presidenta del Tribunal Superior de Justícia de Catalunya, que el presideix, i” de l'apartat 1 de l'art. 99 (no es permet que aquest càrrec sigui el president nat del CJC)
- l'apartat 1 de l'art. 100 (es determina que els actes del CJC són impugnables d'acord amb les lleis, però no davant el CGPJ central)
- l'incís “o al Consell de Justícia de Catalunya” de l'apartat 1, i tot l'apartat 2 de l'art. 101 (es nega al CJC la potestat de nomenar magistrats, jutges i fiscals)
- l'incís “com a principis o mínim comú normatiu en normes amb rang de llei, excepte en els supòsits que es determinin d'acord amb la Constitució i amb aquest Estatut” de l'art. 111 (s'eliminen determinades limitacions a la subjecció de les lleis catalanes a les espanyoles, en matèria de competències compartides)
- l'incís “els principis, les regles i els estàndards mínims que estableixin” de l'apartat 2 de l'art. 120 (es fixa la total submissió de les lleis catalanes sobre caixes d'estalvis a les lleis espanyoles)
- l'incís “els principis, les regles i els estàndards mínims que fixin” de l'apartat 2 de l'art. 126 (es fixa la total submissió de les lleis catalanes sobre crèdit, banca, assegurances i mútues a les lleis espanyoles)
- l'incís “sempre que portin a terme un esforç fiscal també similar” de l'apartat 3 de l'art. 206 (s'estableix que la solidaritat amb les altres comunitats autònomes no pot condicionar-se al fet que els altres facin un esforç fiscal similar)
- i l'incís "pot incloure la capacitat legislativa per a establir i regular els tributs propis dels governs locals i" de l'apartat 2 de l'art. 218 (es nega la competència per legislar sobre els tributs locals)

#### Articles subjectes a interpretació
La sentència va considerar que no eren inconstitucionals i, per tant, seguien plenament vigents, però calia interpretar-los d'acord amb els fonaments jurídics (FJ) que s'indicaven en cada cas, 9 articles, 14 més parcialment, 3 disposicions addicionals i una altra parcialment: 
- l'art. 5 (cal interpretar-lo d'acord amb el fonament jurídic (FJ) núm. 10 de la sentència)
- l'apartat 2 de l'art. 6 (segons el FJ 14 b) de la sentència)
- l'apartat 1 de l'art. 8 (FJ 12)
- l'apartat 5 de l'art. 33 (FJ 21)
- l'art. 34 (FJ 22)
- l'apartat 1 i el primer enunciat de l'apartat 2 de l'art. 35 (FJ 24)
- l'apartat 5 de l'art. 50 (FJ 23)
- l'art. 90 (FJ 40)
- els apartats 3 i 4 de l'art. 91 (FJ 41)
- l'apartat 2 de l'art. 95 (FJ 44)
- l'art. 110 (FJ 59)
- l'art. 112 (FJ 61)
- l'art. 122 (FJ 69)
- l'apartat 3 de l'art. 127 (FJ 73)
- l'art. 129 (FJ 76)
- l'art. 138 (FJ 83)
- l'apartat 3 de l'art. 174 (FJ 111)
- l'art. 180 (FJ 113)
- l'apartat 1 de l'art.183 (FJ 115)
- l'apartat 5 de l'art. 206 (FJ 134)
- els apartats 1 i 2, lletres a), b) i d) de l'art. 210 (FJ 135)
- l'apartat 1, lletra d), de l'art. 222, i l'apartat 1, lletra i), de l'art. 223 (FJ 147)
- l'apartat 1 de la disposició addicional tercera (FJ 138)
- i les disposicions addicionals vuitena, novena i desena (FJ 137)

## Reaccions

### Manifestació del 10-J

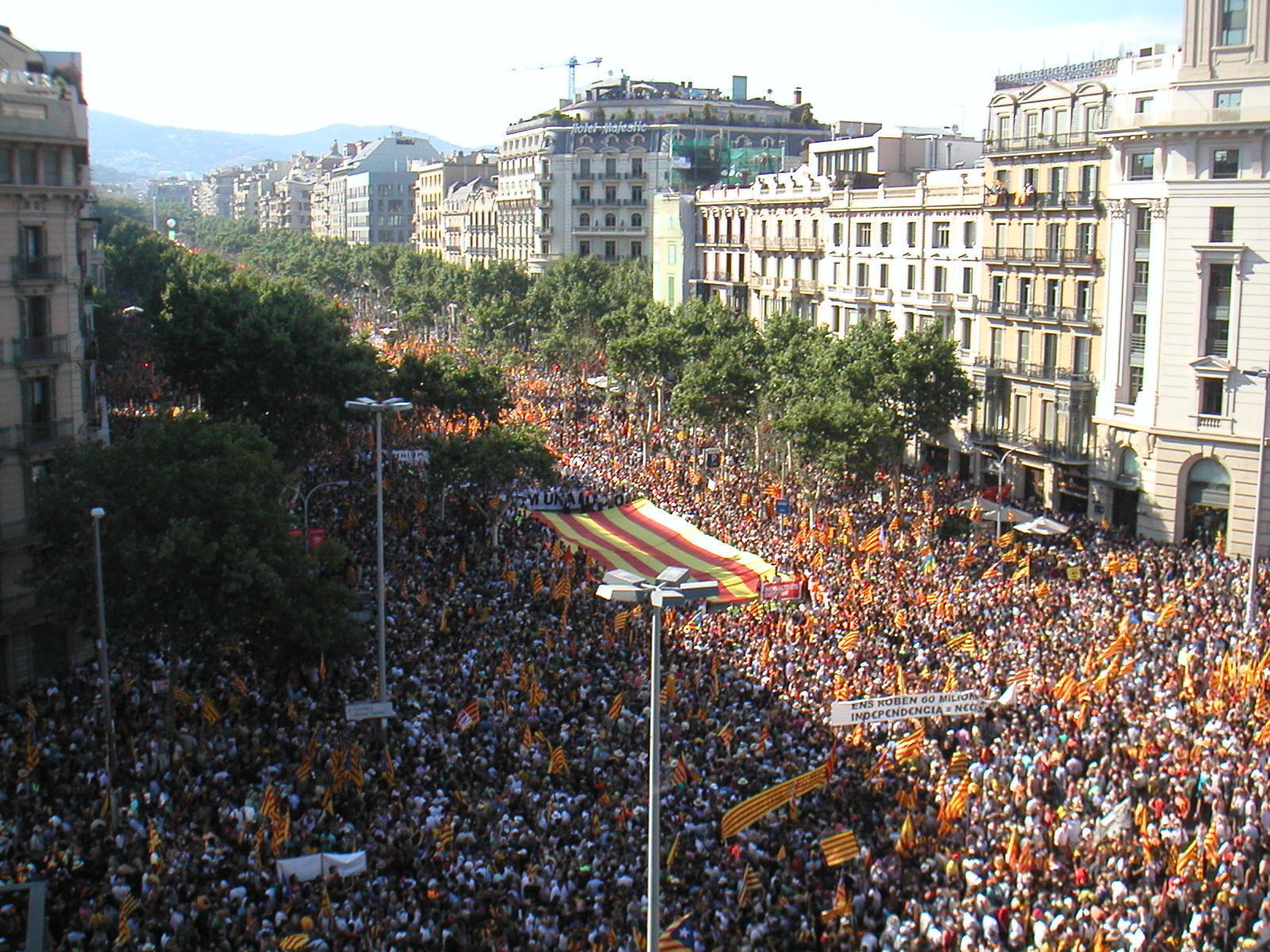
La capçalera a la confluència de Passeig de Gràcia i carrer d'Aragó. La multitud de manifestants que ocupaven el pas per davant de la capçalera va fer que aquesta s'hagués de dissoldre uns metres més avall.

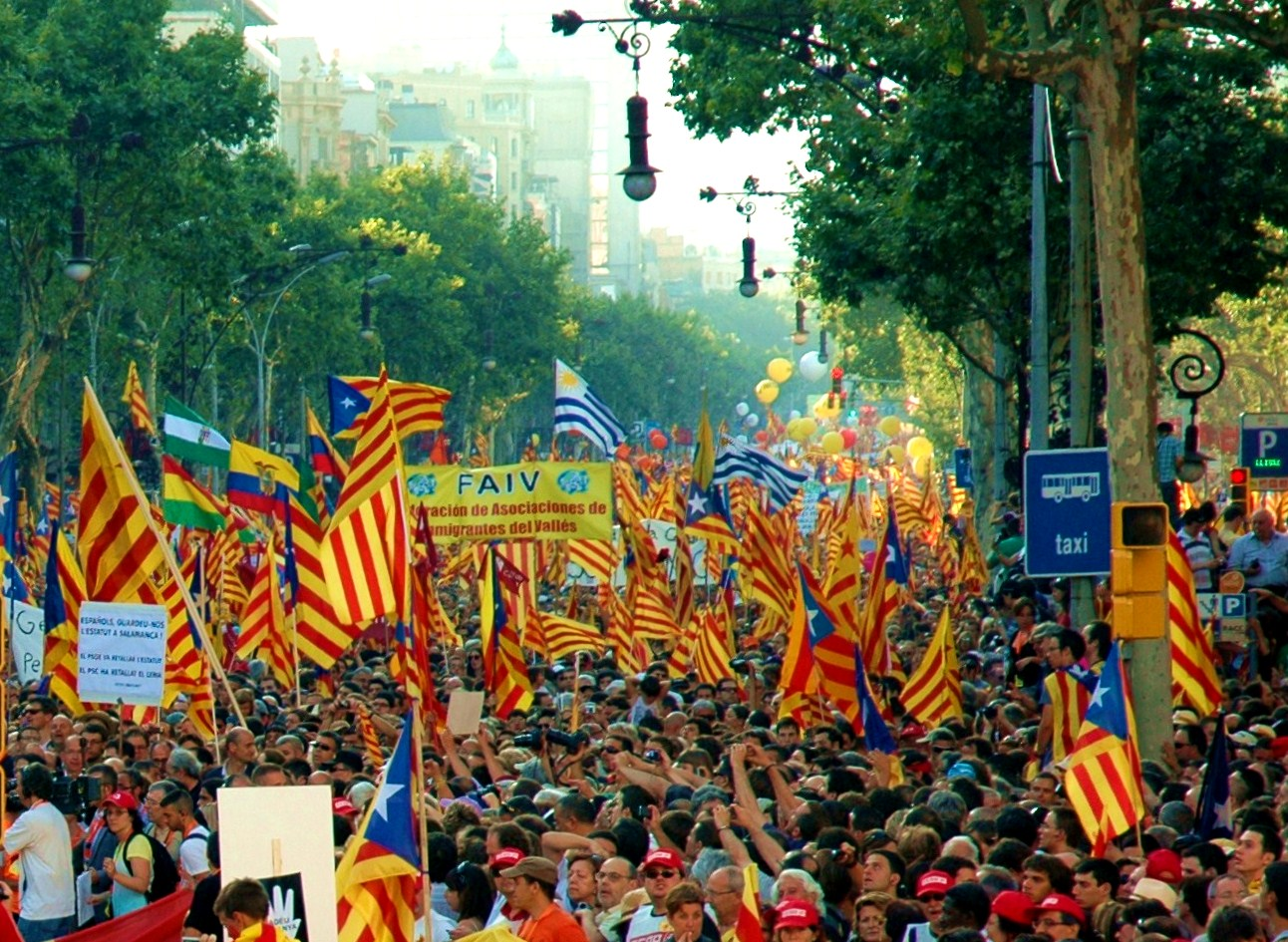
Manifestants al Passeig de Gràcia.

El 10 de juliol del 2010 va haver-hi una manifestació a Barcelona, sota el lema "Som una nació, nosaltres decidim", en contra de la resolució del Tribunal Constitucional d'Espanya, amb el suport de tots els partits polítics del Parlament de Catalunya llevat del PPC i Ciutadans. L'assistència va ser d'un milió i mig segons els organitzadors i d'un milió cent mil persones segons la Guàrdia Urbana.
A la capçalera van anar els sis presidents i ex-presidents de la Generalitat i del parlament: José Montilla, Ernest Benach, Pasqual Maragall, Jordi Pujol, Joan Rigol i Heribert Barrera. Cap a la fi de la manifestació, va haver-hi un intent d'agressió a José Montilla, que va haver d'abandonar la marxa protegit.

### Declaracions institucionals
La reacció dels ajuntaments catalans a la retallada estatutària fou l'aprovació de mocions declarant l'exclusió moral de la Constitució espanyola dels respectius municipis. El 5 de juliol de 2010, el Port de la Selva, liderat pel batlle Genís Pinart (CiU), i l'endemà Vilafranca del Penedès, governada per Pere Regull (CiU), foren els primers ajuntaments que se'n declararen. D'ençà, i fins al dia 5 de setembre, setanta-dos altres municipis aprovaren la moció. Quan es compliren cinc mesos des de la primera declaració, 110 ajuntaments ja s'havien sumat a la iniciativa.
El 5 de setembre de 2010, una quarantena de batlles de consistoris declarats moralment exclosos de la Constitució espanyola i un centenar de regidors independentistes es reuniren al terme municipal del Port de la Selva (Alt Empordà), per signar el Compromís Municipal Sobiranista de Sant Pere de Rodes. L'objectiu a curt termini de l'acord és fer arribar la declaració al nou Parlament de Catalunya i President de la Generalitat, electe el 28 de novembre de 2010, que serà investit poc després.

## Cronologia
- 9 de febrer 2004: constitució de la ponència parlamentària de redacció de l'Estatut.
- 30 de setembre 2005: aprovació al Parlament de Catalunya; el 89% dels diputats (CiU, PSC, ERC, ICV) varen votar a favor, i l'11% (el PP en solitari) va votar en contra.
- 2 de novembre 2005: acceptació a tràmit a les Corts Generals espanyoles.
- 2 de novembre 2005: presentació del PP d'un recurs d'inconstitucionalitat, posteriorment és rebutjat.
- 2 de novembre 2005: presentació al Congrés dels Diputats per part de tres parlamentaris catalans.
- 21 de gener de 2006: Pacte de la Moncloa entre Artur Mas i José Luis Rodríguez Zapatero, arribant a un acord sobre el redactat final de l'estatut que modificava notablement l'aprovat al Parlament de Catalunya.
- 10 de maig 2006: aprovació a les Corts Generals espanyoles.
- 1 de juny 2006: inici de campanya de ratificació en referèndum.
- 18 de juny 2006: aprovació del text en referèndum popular a Catalunya.
- 19 de juliol 2006: sanció i promulgació de l'Estatut per part del rei Joan Carles I.
- 20 de juliol 2006: publicació del text estatutari al BOE i al DOGC.
- 9 d'agost 2006: Entrada en vigor de l'Estatut.
- 28 de juny 2010: Sentència del Tribunal Constitucional que “retalla” l'Estatut.
- 10 de juliol 2010: Manifestació "Som una nació. Nosaltres decidim" a Barcelona.

## Recull de premsa de l'aprovació
| - diari Avui (19 juny 2006) (català) - diari La Vanguardia (19 juny 2006) (castellà) - diari Gara (19 juny 2006) Arxivat 8 October 2007[Date mismatch] a Wayback Machine. (castellà) - diari Le Monde Diplomatique (19 juny 2006) (francès) - diari Libération (19 juny 2006) Arxivat 21 de juny 2006 a Wayback Machine. (francès) - diari Le Figaro (19 juny 2006) Arxivat 16 de novembre 2006 a Wayback Machine. (francès) - diari El País (19 juny 2006) (castellà) - diari Il Corriere della Sera (19 juny 2006) (italià) - diari Frankfurter Rundschau (19 juny 2006) (alemany) - cadena de ràdio Radio-Canada (19 juny 2006) (francès) |  | - diari Jornal de Notícias (19 juny 2006) (portuguès) - diari Diário de Notícias (19 juny 2006) Arxivat 10 October 2008[Date mismatch] a Wayback Machine. (portuguès) - diari Financial Times (19 juny 2006) (anglès) - diari BBC News (19 juny 2006) (anglès) - diari The Times (19 juny 2006) (anglès) - diari Wall Street Journal (19 juny 2006) (anglès) - diari The New York Times (19 juny 2006) (anglès) - diari Washington Post (19 juny 2006) (anglès) - cadena de televisió CNN (19 juny 2006) (anglès) |